# Noah (album)
 For alternative betydninger, se Noah. (Se også artikler, som begynder med Noah)
Noah er det selvbetitlede debutalbum af den danske popduo Noah. Det udkom den 20. maj 2013 på Copenhagen Records og Universal Music. Albummet indeholder hitsinglerne "Alt er forbi", "Over byen", og "Det' okay", der alle har modtaget mindst platin for streaming. Noah debuterede på andenpladsen af album-hitlisten, med 1503 solgte eksemplarer i den første uge.
Albummet modtog i april 2017 guld for 20.000 solgte eksemplarer.

## Spor
Alle sange er komponeret af Lasse Dyrholm og Troels Gustavsen.
| #   | Titel                  | Tekst                               | Længde |
| --- | ---------------------- | ----------------------------------- | ------ |
| 1.  | "Det' okay"            | Lasse Dyrholm, Troels Gustavsen     | 4:02   |
| 2.  | "Ekko"                 | Dyrholm, Gustavsen, Casper Lindstad | 3:27   |
| 3.  | "Over byen"            | Dyrholm, Gustavsen, Lindstad        | 4:04   |
| 4.  | "Dine fodspor"         | Dyrholm, Gustavsen                  | 3:38   |
| 5.  | "Når vi falder"        | Dyrholm, Gustavsen, Lindstad        | 4:06   |
| 6.  | "Tilbage til mig selv" | Dyrholm, Gustavsen                  | 4:18   |
| 7.  | "Alt er forbi"         | Dyrholm, Gustavsen, Lindstad        | 3:57   |
| 8.  | "Kun dig og mig"       | Dyrholm, Gustavsen                  | 3:08   |
| 9.  | "Mælkevej"             | Dyrholm, Gustavsen                  | 4:23   |
| 10. | "Godnat København"     | Dyrholm, Gustavsen                  | 3:36   |

## Medvirkende
- Lasse Dyrholm – lyrik, komponist, vokal, instrumenter, producer
- Troels Gustavsen – lyrik, komponist, vokal, instrumenter, producer
- Andreas Lund – guitar (spor 1, 4, 5, 6, 9, 10)
- Casper Lindstad – lyrik (spor 2, 3, 5, 7, 9, 10)
- Peter Buch – bas (spor 10)
- Rune Sandfeld – saxofon (spor 10)
- Mads Nilsson – mix
- Jan Eliasson – mastering

## Hitlister
| Hitliste (2013)        | Højeste placering |
| ---------------------- | ----------------- |
| Danmark (Album Top-40) | 2                 |

| Hitliste (2013) | Placering |
| --------------- | --------- |
| Danmark         | 46        |
| Hitliste (2016) | Placering |
| Danmark         | 63        |
| Hitliste (2017) | Placering |
| Danmark         | 88        |

| Land (Organisation) | Certificering |
| ------------------- | ------------- |
| Danmark (IFPI)      | Platin        |